# Salto al vacío (película de 1980)
Salto al vacío (Título original : Salto nel vuoto) es el nombre de una película de comedia dramática italiana estrenada en 1980 y dirigida por Marco Bellocchio.

## Sinopsis
Mauro, un juez, está preocupado por su hermana mayor, María, que cuidó de él desde que era un niño, y ahora padece problemas psíquicos y delirios suicidas. Parece recuperarse de su depresión cuando Mauro le presenta a Giovanni, un brillante actor que tiene problemas con la ley. Inconscientemente, Mauro se cela de su relación, e intenta que Giovanni sea arrestado.

## Reparto
- Michel Piccoli - Mauro Ponticelli
- Anouk Aimée - Marta Ponticelli
- Michele Placido - Giovanni Sciabola
- Gisella Burinato - Anna
- Antonio Piovanelli - Quasimodo
- Anna Orso - Marilena
- Pier Giorgio Bellocchio - Giorgio

## Reconocimiento
- 1980: Festival de Cannes: Mejor actor (Michel Piccoli), mejor actriz (Anouk Aimée)
- 1979: Premios David di Donatello: Mejor director